# João Nugent Ramos Pinto
João Nugent Ramos Pinto  (* 11. August 1949 in Porto) ist ein Diplomat aus Portugal.

## Leben
Nach seinem Abschluss des Studiums der Rechtswissenschaften ging er in den Auswärtigen Dienst. Er versah danach Dienst in portugiesischen Botschaften, so beim Portugiesischen Botschafter in Irland (1984–1989), beim Vertreter Portugals in den USA (1989–1991) und beim Botschafter Portugals im Vereinigten Königreich (1995–2000).
Von 2001 bis 2004 war er Beauftragter im Außenministerium Portugals für die Angelegenheiten der Gemeinschaft der Portugiesischsprachigen Länder (CPLP).
2004 wurde er erstmals hauptverantwortlicher Botschafter, als Portugiesischer Botschafter in Osttimor, bis 2009. Von 2009 bis 2012 war er der Vertreter Portugals in Südafrika, von 2012 bis 2014 wurde er der Botschafter Portugals in der Schweiz. Danach wechselte er in den diplomatischen Ruhestand.